# Christel Streffer
Christel Streffer (* 15. Januar 1941 in Milspe) ist eine deutsche Juristin.

## Werdegang
Streffer nahm nach Abschluss ihrer juristischen Ausbildung eine Tätigkeit in der baden-württembergischen Sozialgerichtsbarkeit auf. Mit Wirkung vom 1. April 1970 wechselte sie an das Arbeits- und Sozialministerium Baden-Württembergs. Von dort führte ihr beruflicher Lebensweg im Februar 1971 ins Bundesministerium für Arbeit und Sozialordnung, wo sie schließlich als Ministerialdirigentin die Unterabteilung „Arbeitsschutz; Arbeitsmedizin“ leitete. Im Juli 1997 folgte ihre Ernennung zur Richterin am Bundessozialgericht. Vom 1. Juli 1998 bis zum 30. Juni 2002 gehörte sie dem Richterrat an, dessen stellvertretende Vorsitzende sie am 1. Juli 2002 wurde. Auch hatte sie von 1999 bis 2003 die Funktion der Vorsitzenden des Vereins der Bundesrichter beim Bundessozialgericht inne. Ihr richterliches Wirken entfaltete sie am BSG im 5. Senat, wo sie mit dem Themengebiet der Rentenversicherung befasst war, und im für die Knappschaftsversicherung und die Unfallversicherung für den Bergbau zuständigen 8. Senat. Zum 1. September 2005 übernahm sie den stellvertretenden Vorsitz des 8. Senats. Am 1. Februar 2006 trat Streffer in den Ruhestand.

## Quelle
- Richterin am Bundessozialgericht Christel Streffer tritt in den Ruhestand, juris vom 31. Januar 2006

| Personendaten    | Personendaten      |
| ---------------- | ------------------ |
| NAME             | Streffer, Christel |
| KURZBESCHREIBUNG | deutsche Juristin  |
| GEBURTSDATUM     | 15. Januar 1941    |
| GEBURTSORT       | Milspe             |